# Aldo Vergano
Aldo Vergano (Roma, 27 agosto 1891 – Roma, 21 settembre 1957) è stato un regista e sceneggiatore italiano.

## Biografia
Nel 1927 fondò con Alessandro Blasetti la rivista cinematografo (con l'iniziale minuscola) che continuò le pubblicazioni fino al 1931. Nel 1929 entrò attivamente nel mondo del cinema scrivendo il soggetto e collaborando alla sceneggiatura di Sole, esordio registico di Blasetti.
Negli anni trenta, malgrado la nota appartenenza comunista e antifascista, lavorò regolarmente come soggettista e sceneggiatore per alcuni dei maggiori registi del cinema dei telefoni bianchi. Nel 1938 esordì alla regia con Pietro Micca. Nel 1943 diresse il propagandistico Quelli della montagna, con la supervisione di Blasetti.
Nell'immediato dopoguerra realizzò la sua opera più importante, Il sole sorge ancora (1946), «uno dei capisaldi del neorealismo», fra i più importanti film sulla Resistenza.

## Filmografia

### Soggetto o sceneggiatura
- Sole, regia di Alessandro Blasetti (1929)
- Vele ammainate, regia di Anton Giulio Bragaglia (1931)
- L'uomo dall'artiglio, regia di Nunzio Malasomma (1931)
- La scala, regia di Gennaro Righelli (1931)
- Patatrac, regia di Gennaro Righelli (1931)
- La telefonista, regia di Nunzio Malasomma (1932)
- L'armata azzurra, regia di Gennaro Righelli (1932)
- Non sono gelosa, regia di Carlo Ludovico Bragaglia (1932)
- La cantante dell'opera, regia di Nunzio Malasomma (1932) (non accreditato)
- Due cuori felici, regia di Baldassarre Negroni (1932)
- Il presidente della Ba. Ce. Cre. Mi., regia di Gennaro Righelli (1933)
- Sette giorni cento lire, regia di Nunzio Malasomma (1933)
- Don Bosco, regia di Goffredo Alessandrini (1935)
- L'albero di Adamo, regia di Mario Bonnard (1936)
- Cavalleria, regia di Goffredo Alessandrini (1936)
- Amore, regia di Anton Giulio Bragaglia (1936)
- Gli uomini non sono ingrati, regia di Guido Brignone (1937)
- È tornato carnevale, regia di Raffaello Matarazzo (1937)
- Marcella, regia di Guido Brignone (1937)
- Pietro Micca (1938) - anche regia
- Il conte di Bréchard, regia di Mario Bonnard (1938)
- Per uomini soli, regia di Guido Brignone (1938)
- Sono stato io!, regia di Raffaello Matarazzo (1938)
- La notte delle beffe, regia di Carlo Campogalliani (1939)
- I figli della notte (1939) - anche regia (con Benito Perojo)
- Torna, caro ideal!, regia di Guido Brignone (1939)
- Troppo tardi t'ho conosciuta, regia di Emanuele Caracciolo (1940)
- La donna perduta, regia di Domenico Gambino (1940)
- Il cavaliere di Kruja, regia di Carlo Campogalliani (1940)
- San Giovanni decollato, regia di Amleto Palermi (1940)
- Perdizione, regia di Carlo Campogalliani (1942)
- Quelli della montagna (1943) - anche regia
- Il sole sorge ancora (1946) - anche regia
- Sperduti nel buio, regia di Camillo Mastrocinque (1947)
- Dove sta Zazà?, regia di Giorgio Simonelli (1947)
- I fuorilegge (1950) - anche regia
- Czarci żleb (Il passo del diavolo) (1949) - cooperazione con Tadeusz Kański e Umberto Barbaro, anche regia
- Santa Lucia luntana... (1951) - anche regia
- La grande rinuncia (1951) - anche regia
- Una sera di maggio, regia di Giorgio Pàstina (1955)

### Regia
- Pietro Micca (1938)
- I figli della notte (1939)
- Quelli della montagna (1943)
- Il sole sorge ancora (1946)
- I fuorilegge (1950)
- Czarci żleb (Il passo del diavolo) (1950) - co-regia di Umberto Barbaro e Tadeusz Kański
- Santa Lucia luntana... (1951)
- La grande rinuncia (1951)
- Amore rosso - Marianna Sirca (1952)
- Schicksal am Lenkrad (1954)